# ネプベガス
『ネプベガス』は、TBS系列で放送されたTBS製作の深夜バラエティ番組である。ネプチューンの冠番組。製作局のTBSでは、2005年10月4日から2006年9月26日まで、毎週火曜23:55 - 翌0:25(JST)に放送された。後番組は『ネプ理科』。

## 出演者
- ネプチューン
  - 名倉潤 - プレーヤー（前期）、ネプベガスオーナー（後期）
  - 原田泰造、堀内健 - プレイヤー
- 川田亜子（TBSアナウンサー） - アシスタント
- ガズべぇ（声 : 犬山イヌコ） - 番組ディーラー（キャラクター）

## 概要
- ゲスト2人と原田・堀内の4名で、実験や対決等の結果をチップ（単位:ネプ）を賭けて予想する。
  - 2006年3月放送までは名倉も賭けに参加しており、ガズべぇというキャラクターがディーラーとなっていた。4月放送からはTBSアナウンサー（当時）の川田亜子をアシスタントに置き、名倉はディーラー役を務めた。
  - 2006年4月からは暗い感じのセットから明るい感じの現在のセットに変わった。
- ゲストの2人は10000ネプから、ネプチューンは前回の続きからスタートする（基本的に2択問題）。的中すれば、問題に応じて決められた倍率分だけ賭けたチップが増えて戻ってくる。（2倍、3倍、5倍）
  - 初期には各自が数字で答える問題も用意されており、その場合は正解にピタリ的中していれば賭けたネプの5倍（10倍）が、いなければ最も正解に近かった人の賭けたネプが3倍（5倍）になって戻ってくる。
- 毎回1～3問行い、獲得したネプを賞品と交換する事が出来る。また（ゲストも含めて）、より高額の賞品を狙う為に次回へネプを持ち越しても良い。
- また、途中でネプが0になってしまった場合は私物とネプを交換しなければならない。ネプチューンは次回の収録時に私物を持ってくることが多い。また、後期では、元金を多くするため、最初から私物を交換するケースが多かった。なお、交換した私物は、獲得したネプで取り返すことができる。ただし、少しだが利息がついている。
- 2006年4月9日には、『史上最大ギャンブルの殿堂ネプベガス!禁断の芸人ドッキリバトルを賭けにしちゃえSP』が放送された。

## チップについて
この番組では独自の単位としてネプが使われている。レートは1ネプ＝1円。
賭ける際には、所定のチップを使って賭ける。
チップは当初、10万ネプまでしかなかったが、堀内がとある回で大勝し、ネプが足りなくなり、紙に書いて表記したところ、「この番組信用していいの?｣と言ったため、50万ネプが急遽制作された。
全てのチップにはガズべぇが描かれている。
チップの種類
- 1000ネプ - 緑色
- 1万ネプ - ピンク色、1000ネプよりも大きい
- 10万ネプ - 金色、かなり太い、当初の最高額チップ
- 50万ネプ - クリスタル

## 主なギャンブル

### 実験ベガス
- 「豆腐の角に頭をぶつけて死ぬ」という言葉にちなんで、豆腐の角を（マネキンの）頭部にぶつけると頭部が損傷するか否か等、様々な実験の結果を予想する。

### The Air Chair vegas
- 2人の挑戦者が同時に空気椅子を行い、どちらが長く耐えられるかを予想。過去の挑戦者では、レイザーラモン、なかやまきんに君、間寛平、インリン・オブ・ジョイトイ、水野裕子らが参戦した。

### ブサイク100ベガス
- 不細工な顔で有名なフットボールアワーの岩尾望が、ガンアクションやカースタント等のかっこいいアクションに事前の練習を一切せず挑戦。100回のチャレンジのうち、1回でも成功するか否かを予想する。
- アクションには数箇所のチェックポイントがあり、それを全て成功して初めて完全成功となる。

### 親孝行ベガス
- 芸人が自分の片親（男性芸人なら母親、女性芸人なら父親）とデートする。
- その中で芸人が、予め命じられた2つの行動と「母親（父親）とのキス」の計3つの行動を全て遂行出来るか否かを予想。成功した場合は親子ペアの温泉旅行を獲得することが出来る。過去の挑戦者は、バッドボーイズの佐田正樹、ライセンス（井本貴史、藤原一裕）、ガリットチュウの福島善成、クワバタオハラのくわばたりえら。ちなみに、佐田以外は全員成功している。

### バトル・ロワイアルベガス
- 2人の芸能人による対戦で、どちらが先に目的を達成出来るかを予想する。
- まず、2個のリュックサックのうちどちらかを選択した後、それぞれの陣地に移動。
- リュックサックの中にある幾つかのアイテムを、分解したりそのまま使ったり等工夫して使用することで、目的を達成していく（ギブアップ禁止）。目的は、火を導火線に点ける、魚を一定量以上獲る、氷を砕くなどがあった。
- 負けた側は、相手側の陣地からロケット花火が発射される罰がある。

### 女の涙ベガス
- 2人の女芸能人が、酒を呑みながら恋愛について語り合う。その中で、先に泣いてしまった方の負け。
- 賭ける側は、どちらが負けるかを予想する。

### 代理ボウリングベガス
- 中継先にいる老若男女10（13）人の中からプロボウラー3（4）人を見破って高得点を狙う。必ずしもプロがうまくいくとは限らないのがポイント。毎回一人有名人が登場したり、若手芸人が紛れていたりする。

### チョイス・ザ・キュービリヤード
- 中継先にいる3人のハスラーがスタジオパネラーの代理となり9ボールを行う。ただしビリヤードのキューの代わりに物干竿、バット、竹刀、リコーダー、長ネギといった長いものを使う。

## ネット局
| 放送対象地域   | 放送局                                   | 系列    | 放送曜日及び放送時間              | 放送日の遅れ |
| -------------- | ---------------------------------------- | ------- | --------------------------------- | ------------ |
| 関東広域圏     | 東京放送（TBS、現・TBSテレビ）【制作局】 | TBS系列 | 火曜 23時55分～翌0時25分          | ---          |
| 岩手県         | IBC岩手放送（IBC）                       | TBS系列 | 火曜 23時55分～翌0時25分          | ---          |
| 山形県         | テレビユー山形（TUY）                    | TBS系列 | 火曜 23時55分～翌0時25分          | ---          |
| 宮城県         | 東北放送（TBC）                          | TBS系列 | 火曜 23時55分～翌0時25分          | ---          |
| 福島県         | テレビユー福島（TUF）                    | TBS系列 | 火曜 23時55分～翌0時25分          | ---          |
| 新潟県         | 新潟放送（BSN）                          | TBS系列 | 火曜 23時55分～翌0時25分          | ---          |
| 山梨県         | テレビ山梨（UTV）                        | TBS系列 | 火曜 23時55分～翌0時25分          | ---          |
| 静岡県         | 静岡放送（SBS）                          | TBS系列 | 火曜 23時55分～翌0時25分          | ---          |
| 石川県         | 北陸放送（MRO）                          | TBS系列 | 火曜 23時55分～翌0時25分          | ---          |
| 岡山県・香川県 | 山陽放送（RSK、現・RSK山陽放送）         | TBS系列 | 火曜 23時55分～翌0時25分          | ---          |
| 広島県         | 中国放送（RCC）                          | TBS系列 | 火曜 23時55分～翌0時25分          | ---          |
| 愛媛県         | あいテレビ（ITV）                        | TBS系列 | 火曜 23時55分～翌0時25分          | ---          |
| 福岡県         | RKB毎日放送（RKB）                       | TBS系列 | 火曜 23時55分～翌0時25分          | ---          |
| 長崎県         | 長崎放送（NBC）                          | TBS系列 | 火曜 23時55分～翌0時25分          | ---          |
| 大分県         | 大分放送（OBS）                          | TBS系列 | 火曜 23時55分～翌0時25分          | ---          |
| 熊本県         | 熊本放送（RKK）                          | TBS系列 | 火曜 23時55分～翌0時25分          | ---          |
| 宮崎県         | 宮崎放送（MRT）                          | TBS系列 | 火曜 23時55分～翌0時25分          | ---          |
| 鹿児島県       | 南日本放送（MBC）                        | TBS系列 | 火曜 23時55分～翌0時25分          | ---          |
| 沖縄県         | 琉球放送（RBC）                          | TBS系列 | 火曜 23時55分～翌0時25分          | ---          |
| 北海道         | 北海道放送（HBC）                        | TBS系列 | 土曜 1時50分～2時20分（金曜深夜） | 10日遅れ     |
| 長野県         | 信越放送（SBC）                          | TBS系列 | 金曜 0時25分～0時55分（木曜深夜） | 9日遅れ      |
| 富山県         | チューリップテレビ（TUT）                | TBS系列 | 水曜 0時15分～0時50分（火曜深夜） | 21日遅れ     |
| 中京広域圏     | 中部日本放送（CBC、現・CBCテレビ）       | TBS系列 | 水曜 0時55分～1時25分（火曜深夜） | 7日遅れ      |
| 近畿広域圏     | 毎日放送（MBS）                          | TBS系列 | 水曜 0時55分～1時25分（火曜深夜） | 21日遅れ     |
| 山口県         | テレビ山口（TYS）                        | TBS系列 | 月曜 23時55分～翌0時25分          | 6日遅れ      |

## スタッフ
- ナレーター : 真地勇志
- 構成 : 都築浩、樋口卓治、とちぼり元、笹川勇、加藤淳一郎、寺田智和
- TD : 井原公二
- VE : 高橋康弘
- カメラ : 山下直
- 音声 : 中村心
- 照明 : 高木亘
- ENG : 谷口敦俊
- 美術プロデューサー : 相野道生
- セットデザイナー : 山口智広、石井健将
- 美術制作 : 杉山弘子
- 装置 : 谷平真二
- 大道具操作 : 山本晃靖
- 電飾 : 西田和正
- 装飾 : 谷口博映
- 生花装飾 : 橋本由子
- 特殊美術 : 岩本浩二
- 特殊装置 : 高橋出
- 衣裳 : 軽石真央
- 持道具 : 貞中照美
- 化粧 : 瀬田純子
- CG・キャラクターデザイン : 奥田真也、Mind Expand Media
- 編集 : 小森洋一、藤森裕太（IMAGICA）
- MA : 福島由幸（IMAGICA）
- 音響効果 : 福永真弓（ZACK）
- TK : 大島倫子
- 制作協力 : ワタナベエンターテインメント
- デスク : 玉川宏美
- AP : 出水裕子
- ディレクター : 堤俊博、前島隆昭、岸田大輔
- 演出 : 重藤尚志
- 総合演出 : 平田さおり
- プロデューサー : 吉田裕二
- チーフプロデューサー : 戸髙正啓
- 制作 : TBSテレビ
- 製作著作 : TBS